# Elektrėnai
Elektrėnai est une ville de Lituanie comptant 14 050 habitants (recensement de 2001). Située avantageusement entre les deux plus grosses villes du pays, Vilnius et Kaunas, elle est depuis 2000 capitale administrative de la municipalité d'Elektrėnai dans l'apskritis de Vilnius.

## Histoire
La ville est l'une des plus récentes du pays, ayant été fondée pendant la période soviétique afin d'abriter les travailleurs d'une centrale électrique située tout près ; le nom de la ville fait d'ailleurs référence à l'électricité. La ville ne possède bien sûr aucun édifice historique, étant beaucoup trop jeune ; elle est cependant située tout près du réservoir d'Elektrėnai, un lac artificiel sur la rivière Strėva créé spécifiquement pour refroidir la centrale d'Elektrėnai. De ce fait, ses eaux sont plus chaudes de quelques degrés de celles des autres lacs des environs.

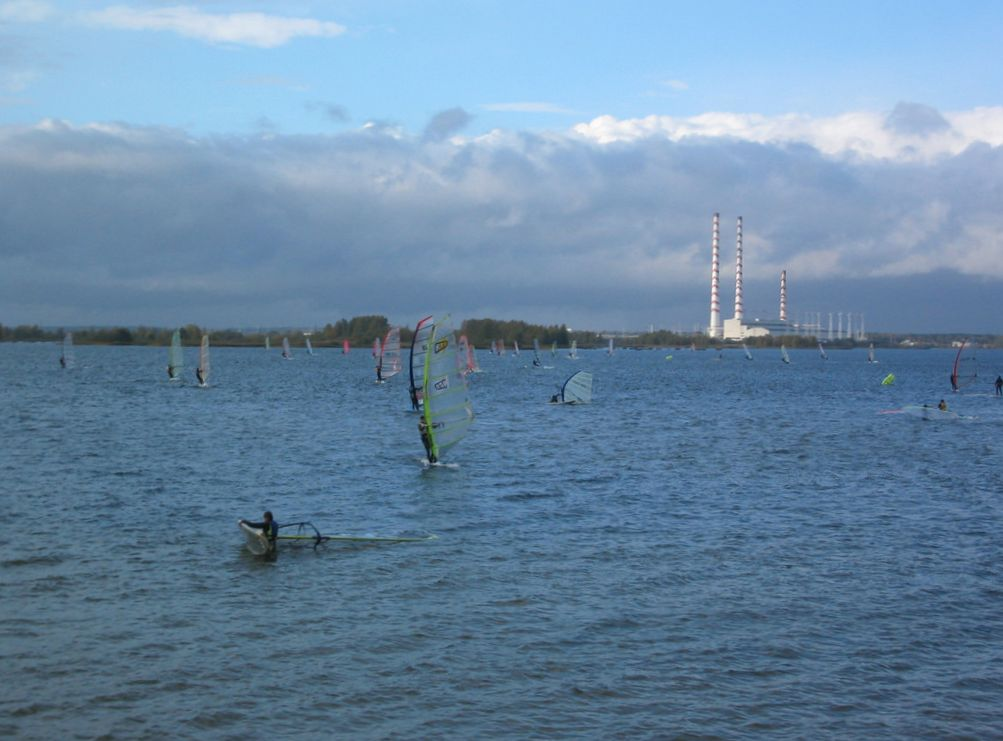
Le réservoir d'Elektrėnai et la centrale électrique en arrière-plan.

## Hockey sur glace
Elektrėnai se démarque notamment par sa tradition du hockey sur glace. Pendant longtemps, la ville fut la seule du pays à posséder une patinoire bien équipée de grande dimension. Elle est la ville de naissance de Darius Kasparaitis et Dainius Zubrus. De plus, une bonne proportion des membres de l'équipe nationale du pays provient de cette toute petite ville. Le club local, le SC Energija, évolue actuellement dans le championnat letton.

## Jumelages
La ville d'Elektrėnai est jumelée avec :
- Nowy Dwór (Pologne) depuis 2001
- Buckligen Welt (Autriche) depuis 2004
- Forlì (Italie) depuis 2004
- Jovkva (Ukraine) depuis 2004
- Benissa (Espagne) depuis 2004
- Maardu (Estonie) depuis 2006

## Honneur
L'astéroïde (346318) Elektrenai est nommé en son honneur.